# Idioma culli
El culli o culle, también llamado ilinga, es una lengua extinta poco atestiguada de la sierra andina del norte del Perú. Es el idioma original de la sierra de la Región La Libertad, el sur de la Región Cajamarca (Cajabamba) y el norte de la región Ancash (Pallasca y Bolognesi). Se conoce a través de varias listas de palabras recopiladas mientras aún se hablaba el idioma y mediante el vocabulario prestado al español hablado en la región.
Flores Reyna (1996) informa que el culli fue hablado por al menos una familia en el pueblo de Tauca, provincia de Pallasca, región Ancash, hasta mediados del siglo XX. Si bien parece que el culli ha sido desplazado en toda su extensión por el español, no se puede descartar por completo la posibilidad de que los hablantes permanezcan en alguna aldea remota.
El culli era el idioma hablado en el territorio de al menos tres culturas o dominios preincaicos: el reino de Konchuko (Conchucos), en el norte de la región Ancash; el reino de Wamachuko (Huamachuco), en las tierras altas de la región La Libertad y se hablaba al menos en la parte sur del reino de Kuismanko (Cuismanco), en el sur de la región de Cajamarca.

## Clasificación
Debido a su pobre conocimiento, no ha sido posible clasificar de modo definitivo a la lengua culli. Greenberg y Ruhlen ubican al culli dentro de un grupo septentrional de las lenguas andinas, en conexión con su propuesta de la hipótesis amerindia. Otras lenguas andinas septentrionales son el hivito-cholón, las lenguas catacaoanas, el leco y el sechurano. Jolkesky (2016) también señala que existen similitudes léxicas con el Leco. Sin embargo, esta clasificación se basa en datos muy pobres y la mayoría de los especialistas la consideran inconcluyente y altamente especulativa.

## Descripción lingüística
Es conocido por varias listas de palabras recolectadas mientras que el idioma aún era hablado y a través del vocabulario prestado al español hablado en la región. Una de estas listas es la famosa lista del obispo Martínez Compañón.

### Vocabulario
Lo poco que se conoce de la lengua culle consiste básicamente de vocabulario, una lista simple de palabras dadas por Loutkotka. Presentamos aquí algunas de estas palabras:
- ahhi - mujer
- coñ - agua
- čallua - pez
- čollapù - muerte
- ču - cabeza
- čuko - tierra, suelo
- čukuáll - corazón
- gorán - río
- kankiù - risa
- keda - lago
- kinù - padre
- koñ, goñ - agua
- kumú - beber
- mú - fuego
- múñ - luna
- tay - montaña
- urú - árbol
- usú - hombre